# Club Baloncesto Zaragoza
Il Club Baloncesto Zaragoza è una società cestistica avente sede a Saragozza, in Spagna.

## Storia
Fondata nel 1981 ha giocato nella Liga ACB fino al 1996 vincendo anche due Copa del Rey e arrivando alle semifinali playoff più volte. Ha inoltre partecipato per vari anni alle coppe europee, tra cui Coppa Korać e Coppa Saporta. Nel 1991 la società aragonese arrivò in finale di quest'ultima competizione, perdendola contro il PAOK Salonicco.
A causa di problemi finanziari nel 1996 la squadra cedette i diritti, per poi ripartire nel 2001 nella Liga EBA, militandovi solo per due anni, sempre a causa dei persistenti problemi economici.
Una nuova società è ripartita nel 2008 dalle serie inferiori del campionato spagnolo di pallacanestro.

## Palmarès
- Copa del Rey: 2

1984, 1990